# 조성목
조성목(2001년 6월 4일~)은 대한민국의 배우이다.
대전 출생으로, 2007년 뮤지컬 《꼬마 빅뱅》을 통하여 데뷔하였다. 이후 EBS 방송사에서 긴 시간동안 활약하였다.

## 출연작

### 뮤지컬
- 2008년 《마인》

###### 방송
- 2007년 《꼬마 빅뱅》

### 영화
- 2012년 《엘리노의 비밀》 - 엘리노 역
- 2013년 《하늘에서 음식이 내린다면 2 》 - 어린 플린트역
- 2014년 《두근두근 내 인생》 - 한아름 역
- 2016년 《주토피아》 - 어린 기디온 그레이 역

### TV 시리즈
- 2013년 EBS 《TV로 보는 원작 동화》

### TV 프로그램
- 2009년 EBS 《생방송 톡! 톡! 보니하니》
- 2009년 EBS 《다큐동화 달팽이》
- 2009년 EBS 《키득키득 실험실》
- 2011년 EBS 《방귀대장 뿡뿡이》
- 2012년 EBS 《통통가족》
- 2012년 투니버스 《슈퍼 히어로》
- 2012년 대교어린이TV 《클래식 친구 부니부니》
- 2013년 EBS 《꼬마 철학자 휴고》

###### 사물놀이
- 2022년 소리마니 《소마의 세포들》 - 유미 역, 영남
- 2023년 소리마니 《패짱과 함께》 - 비나리